# Stockham (Nebraska)
Stockham es una villa ubicada en el condado de Hamilton en el estado estadounidense de Nebraska. En el Censo de 2010 tenía una población de 44 habitantes y una densidad poblacional de 100,52 personas por km².

## Geografía
Stockham se encuentra ubicada en las coordenadas 40°42′59″N 97°56′36″O / 40.71639, -97.94333. Según la Oficina del Censo de los Estados Unidos, Stockham tiene una superficie total de 0.44 km², de la cual 0.44 km² corresponden a tierra firme y (0%) 0 km² es agua.

## Demografía
Según el censo de 2010, había 44 personas residiendo en Stockham. La densidad de población era de 100,52 hab./km². De los 44 habitantes, Stockham estaba compuesto por el 100% blancos, el 0% eran afroamericanos, el 0% eran amerindios, el 0% eran asiáticos, el 0% eran isleños del Pacífico, el 0% eran de otras razas y el 0% pertenecían a dos o más razas. Del total de la población el 0% eran hispanos o latinos de cualquier raza.